# صندلی پیانو
صندلی پیانو که به آن نیمکت پیانو یا صندلی پیانو نیز گفته می‌شود (بسته به سبک) صندلی‌ای است که مخصوصاً برای استفاده در پیانو طراحی شده است که می‌تواند راحتی بیشتری در نواختن نسبت به یک صندلی معمولی فراهم کند.

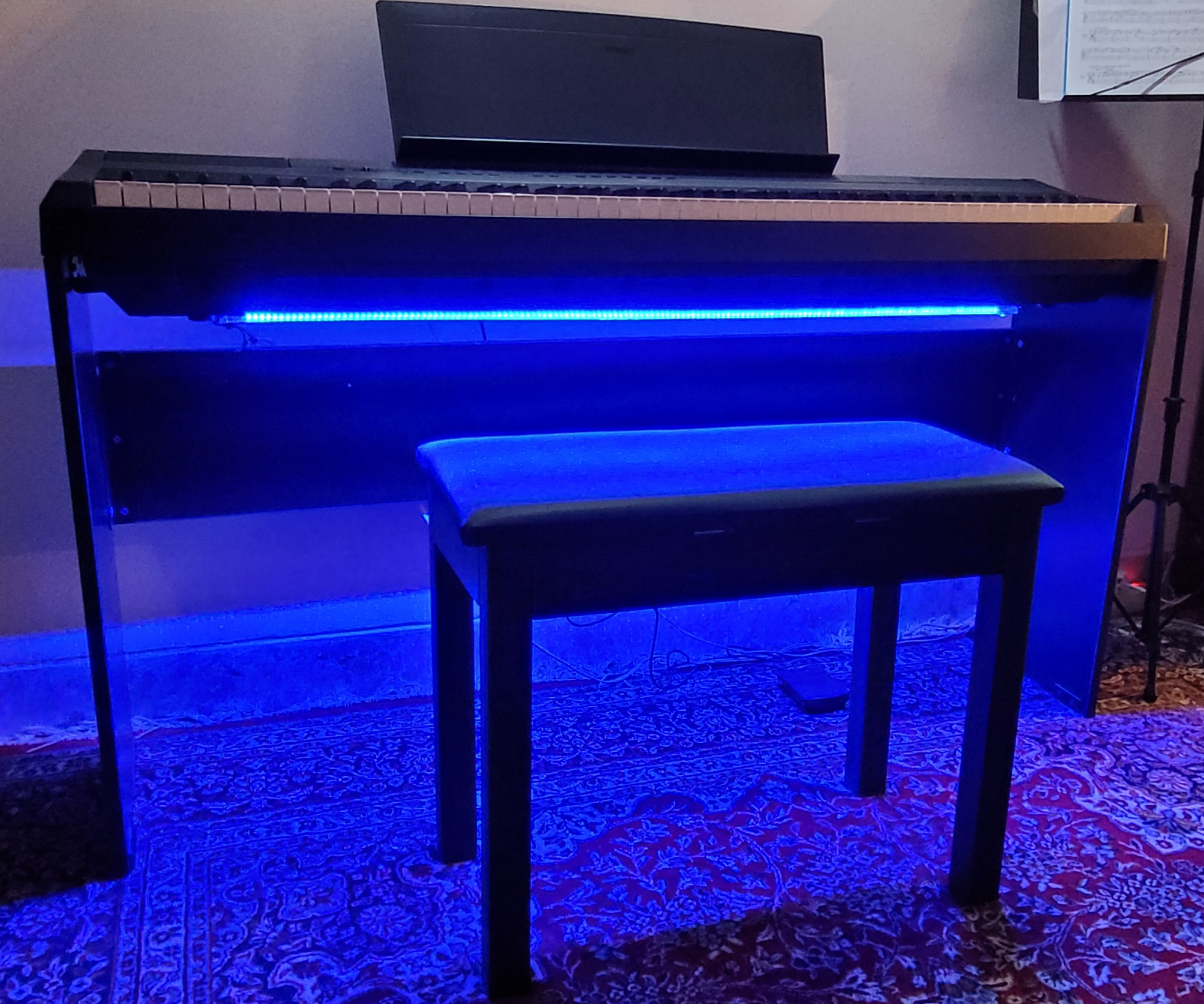
صندلی پیانو

ارتفاع آن معمولاً قابل تنظیم است تا پیانیست با اندازه‌های مختلف را در خود جای دهد. غالباً با روکش یکپارچه پر از فوم یا یک بالشتک قابل جدا شدن ساخته می‌شود. در شکل نیمکتی خود، گاهی اوقات دارای یک محفظه مخفی برای نگهداری صفحات موسیقی و سایر لوازم است.

## انواع صندلی
یک نیمکت پیانو دارای یک صندلی مستطیل شکل با تکیه گاه پشتی و یک پایه ۴ پایه است، مسلماً این رایج‌ترین طراحی معاصر در دهه ۲۰۲۰ است، مکانیزم بالابر در زیر صندلی به شما امکان می‌دهد با استفاده از دستگیره‌های چرخشی در طرفین آن را بالا یا پایین ببرید، برخی از نیمکت‌های پیانو در عوض دارای یک سیستم هیدرولیک با یک اهرم تنظیم ارتفاع هستند که در زیر صندلی نصب شده است، شبیه به برخی از صندلی‌های اداری، صندلی پیانو بتهوون (به نام لودویگ ون بتهوون) یا به سادگی یک صندلی پیانو، یک صندلی قابل تنظیم ارتفاع (یعنی با پشتیبانی از پشت) است، چنین صندلی‌هایی اغلب دارای یک اهرم رهاسازی در پشت هستند که به صندلی اجازه می‌دهد تا بلند یا پایین بیاید، هنگامی که اهرم آزاد می‌شود، صندلی را در جای خود قفل می‌کند. چنین صندلی‌هایی در کشورهای آسیایی و اروپایی بیشتر دیده می‌شود، اما گاهی اوقات در غرب دیده می‌شود چهارپایه پیچ دارای یک نشیمن گرد است که از طریق مکانیزم پیچی به پاها متصل می‌شود، به طوری که صندلی را می‌توان با چرخاندن آن بالا یا پایین آورد، اگرچه در قرن نوزدهم و نیمه اول قرن بیستم بسیار رایج بود، اما اکنون نسبتاً نادر هستند، زیرا مکانیسم پیچ مستعد تاب خوردن است
بسیاری از چهارپایه‌های پیانو دارای یک صندلی هستند که با پارچه یا چرم مصنوعی پوشانده شده است که به نوبه خود با مواد فنری مانند فوم، پشم پنبه یا مواردی از این قبیل به آرامی پوشیده شده است. تودوزی می‌تواند راحتی بهتری برای نشستن در مقایسه با صندلی‌های چوبی سخت که تا دهه ۱۹۹۰ به عنوان صندلی پیانو رایج بود، فراهم کند برخی از نیمکت‌های پیانو بسیار پهن هستند (مشت‌پایه پیانوی دوتایی تا امکان نواختن آثار نوشته شده برای پیانو چهار دست را فراهم کنند، برخی از نیمکت‌های پیانو نیز این امکان را دارند که صندلی را به سمت جلو برای موقعیت ارگونومیک‌تر کج کنند نیمکت‌های پیانو در رنگ‌ها و سبک‌های مختلفی تولید می‌شوند، در تنظیمات کنسرت، صندلی اغلب با رنگ ساز مطابقت دارد برخی از صندلی‌های پیانو دارای سطح کمی منحنی هستند به طوری که پیانیست در یک «گودال» می‌نشیند، این باعث ثبات در هنگام نواختن می‌شود، اما این اشکال را دارد که باسن پیانیست‌ها نمی‌توانند به راحتی از این طرف به طرف دیگر حرکت کنند یک صندلی پیانو خوب طوری ساخته و طراحی شده است که پهن و پایدار باشد و نباید در حین نواختن تکان بخورد یا سر بخورد همچنین در حین نواختن پیانیست نباید جیرجیر یا صداهای دیگری تولید کند و بدن او را حرکت دهد.

## ارتفاع بهینه و ارگونومی
برای جلوگیری از ساییدگی، پیانیست باید هنگام نواختن حالت بدنی مناسب داشته باشد، این ممکن است شامل داشتن پشت صاف، شانه‌های آرام، آرنج‌ها کمی بالاتر از کلیدهای پیانو، پاها روی زمین و در حالت ایده‌آل پدال‌ها در دسترس باشد
مهم‌ترین عامل برای ارتفاع نیمکت پیانو این است که دست‌ها در ارتفاعی راحت برای نواختن قرار بگیرند. با این حال، اگر قرار باشد قطعه‌ای را بنوازید که در آن از پدال‌ها زیاد استفاده می‌شود، برخی از پیانیست‌ها ممکن است مجبور شوند بین ارتفاع مناسب دست خود سازش کنند و در عین حال بتوانند به پدال‌ها برسند.
در صورتی که فرد خیلی پایین بنشیند، پیانیست ممکن است مجبور شود با بلند کردن آرنج و شانه‌ها جبران کند، که باعث ایجاد فشار می‌شود و می‌تواند منجر به ایجاد آسیب فشاری مکرر شود طبق یک منبع، بسیاری از چهارپایه‌های غیرقابل تنظیم ارتفاع برای بسیاری از پیانیست‌ها بسیار کم هستند یک روش برای آزمایش ارتفاع‌های مختلف ممکن است افزایش ارتفاع با قرار دادن کتاب‌ها روی صندلی یا سایر مواد ثابت باشد، در حالی که استفاده از بالش توسط برخی از معلمان پیانو منع می‌شود، زیرا باعث ایجاد سکوی ناپایدار برای نواختن می‌شود همچنین ممکن است از یک زیرپایی برای بهبود گردش خون در پاها استفاده شود، و همچنین اکستنشن کننده‌های پدال پیانو در بازار موجود است تا به بازیکنان کوتاه‌قدی اجازه دهد که از پدال‌ها زیاد استفاده کنند تا به پدال‌های موجود روی زمین متصل شوند.
در صورتی که یک نفر خیلی بلند بنشیند، پیانیست می‌تواند در نهایت کمر خود را خم کند تا جبران کند.
ابعاد معمولی یک صندلی پیانو می‌تواند به عنوان مثال به ترتیب ارتفاع صندلی ۴۸ سانتی‌متر و با عرض صندلی بین ۵۳ سانتی‌متر تا ۶۴ سانتی‌متر باشد، در حالی که یک صندلی پیانو گرند معمولی می‌تواند کمی بزرگتر با ارتفاع صندلی بین ۴۶ تا ۶۱ سانتی‌متر باشد. و عرض صندلی حدود ۹۰ سانتی‌متر
برخی از نکات برای داشتن ارگونومی خوب در حین بازی می‌تواند این باشد که با بالاتنه صاف بنشینید، مچ‌های شل داشته باشید، انگشتان خمیده داشته باشید، در حین بازی کل بدن را حرکت دهید و به سمت جلوی صندلی بنشینید.